# Đời cát
Đời cát là bộ phim chính kịch, lãng mạn của điện ảnh Việt Nam do NSND Nguyễn Thanh Vân đạo diễn với sự tham gia của các diễn viên Mai Hoa, Hồng Ánh, Đơn Dương, Công Ninh. Đời Cát được chuyển thể theo truyện ngắn Ba người trên sân ga của Hữu Phương, do nhà văn Nguyễn Quang Lập viết kịch bản.

## Nội dung
Sau hơn 20 thoát ly, khi chiến tranh kết thúc một thời gian Cảnh từ miền bắc trở lại quê nhà ở phía nam vĩ tuyến.
Bộ phim lấy bối cảnh một làng chài ở miền trung Việt Nam, tại đây Cảnh còn có Thoa người vợ mà anh đã kết hôn trong thời chiến. Cảnh không giấu diếm việc mình có vợ khác và một cô con gái, ít lâu sau Tâm - người vợ hiện tại - và Gianh - con gái họ - tìm đến. Thoa ngậm ngùi chấp nhận việc hai mẹ con họ, nhưng vẫn muốn chồng và hạnh phúc đến với mình. Sống cô đơn nhiều năm, Thoa được Huy - cựu dân quân cụt một chân - đem lòng yêu thương, nhưng Thoa luôn trốn tránh Huy; bản thân Huy cũng được Hoa, một phụ nữ trẻ cụt hai chân để ý tới. 
Khi mối quan hệ giữa ba người giữa Cảnh, Thoa và Tâm ngày càng căng thẳng, Tâm đành quyết định đưa con về bắc. Cảnh thì ở lại với Thoa dù tình cảm luôn dành cho vợ trẻ và con gái nhỏ; Huy cũng nhìn nhận lại và chấp nhận tình cảm của Hoa.

## Diễn viên
- Đơn Dương vai Cảnh
- Mai Hoa vai Thoa
- Công Ninh vai Huy
- Hồng Ánh vai Tâm
- Trần Thị Bé vai Hảo
- Lan Hà vai bé Gianh
- Văn Thanh vai ông Quýnh
- Tiểu Hoa vai bà Quýnh

## Sản xuất
Khoảng năm 1995, đạo diễn Thanh Vân nảy ra ý tưởng chuyển thể truyện ngắn "Ba người trên sân ga" của Hữu Phương, ông đã tìm đến nhà văn Nguyễn Quang Lập và hai người đã cùng nhau hoàn thành kịch bản trong 4 năm với 7 bản chỉnh sửa. Kịch bản hoàn thiện được nộp lên Hãng phim truyện Việt Nam nhưng bị từ chối vì nội dung khá nhạy cảm, đến khi nhà biên kịch Nguyễn Thị Hồng Ngát trở thành giám đốc, kịch bản mới được thông qua. Ban đầu "Đời cát" là kịch bản phim truyền hình, khi có người cho rằng kịch bản này nếu dựng thành phim truyền hình sẽ rất phí; đạo diễn Nguyễn Thanh Vân theo đó đã rút lại kịch bản để chỉnh sửa thành kịch bản điện ảnh.
Địa điểm quay nằm rải rác từ Quảng Trị, (Quang Phú, Lệ Thủy) Quảng Bình và (Phú Lộc) Huế, vai nữ chính được giao cho diễn viên kịch Mai Hoa của Sân khấu kịch Idecaf. Đoàn làm phim cất công tìm một người phụ nữ cụt hai chân tại khắp Quảng Trị cho một vai phụ được sáng tạo riêng cho bộ phim, và bé gái trong phim cũng là một diễn viên không chuyên đoàn tìm thấy ở Huế.
Phim có kinh phí khoảng 36.000 đến 50.000 USD (khoảng 700triệu VNĐ năm 2000).
Bộ phim không không lên án hay phủ nhận cũng không làm khơi lại vết thương chiến tranh mà tìm cách cứu chữa, băng bó cho vết thương và hướng về tương lai. Những tín hiệu mang tính nhân đạo và nhân văn này đã có vượt qua biên giới để đến với cộng đồng thế giới.

## Hậu trường
Người đóng Hảo -người phụ nữ cụt chân- là Trần Thị Bé, tương tự hoàn cảnh của nhân vật, bà Bé là một nạn nhân của chiến tranh Việt Nam. Năm 1972 tại Trại tạm cư Hòa Khánh (Đà Nẵng), một quả lựu đạn phát nổ trong bữa ăn khiến mẹ và năm người anh chị của thiệt mạng, cha bị thương nặng còn bà mất đi đôi chân khi mới 3 tuổi. Sau khi bài báo viết về bà đăng trên báo Tuổi Trẻ ngày 3 tháng 2 năm 2001, đã có một số nhà hảo tâm tặng xe lăn cho bà. Bà Bé giữ lại một cái, số còn được gửi đến Ủy ban Chăm sóc và bảo vệ bà mẹ, trẻ em tỉnh. Bà sau này giành được một số giải thể thao cho người khyết tật, trở thành đại sứ cho tổ chức HANDICAP. Bà có hai người con Phong An và Thanh Nhuệ, tên của Thanh Nhuệ được ghép từ tên đệp của vợ chồng Thanh Vân - Nhuệ Giang, đạo diễn và phó đạo diễn của bộ phim.

## Đón nhận
- Trong tập 9 của mùa đầu tiên chương trình Ký ức vui vẻ, bộ phim trở thành "khách mời bí ẩn" với sự xuất hiện và giao lưu với khán giả của đạo diễn Thanh Vân, các diễn viên nam phụ Công Ninh, hai nữ phụ là Hồng Ánh và Trần Thị Bé.[6]
- Mặc dù khi chiếu rạp, bộ phim vắng khán giả nhưng lại nhận được nhiều giải thưởng lớn trong nước và châu lục.[6]
- Bộ phim được mời tham dự Liên hoan Phim các nước sử dụng tiếng Pháp năm 2002.
- Tính riêng đợt chiếu "Hậu Liên hoan phim", Đời cát đem về 300triệu (VNĐ) doanh thu phòng vé cho FAFIM Việt Nam.[7]

## Giải thưởng
| Năm  | Sự kiện / Tổ chức                         | Kết quả giải thưởng         | Nhận giải        | Ghi chú |
| ---- | ----------------------------------------- | --------------------------- | ---------------- | ------- |
| 2000 | Giải thưởng Hội Điện ảnh Việt Nam 1999    | Giải A                      | (bộ phim)        |         |
| 2000 | Liên hoan phim châu Á - Thái Bình Dương   | Nữ diễn viên chính xuất sắc | Mai Hoa          |         |
| 2000 | Liên hoan phim châu Á - Thái Bình Dương   | Phim hay nhất               | (bộ phim)        |         |
| 2000 | Liên hoan phim châu Á - Thái Bình Dương   | Nữ diễn viên phụ xuất sắc   | Hồng Ánh         |         |
| 2000 | Mai vàng lần thứ 6 - hạng mục phim truyện | Nữ diễn viên                | Mai Hoa          | [ 8 ]   |
| 2000 | Mai vàng lần thứ 6 - hạng mục phim truyện | Nam Diễn viên               | Công Ninh        | [ 8 ]   |
| 2000 | Mai vàng lần thứ 6 - hạng mục phim truyện | Đạo diễn                    | Nguyễn Thanh Vân | [ 8 ]   |
| 2000 | Liên hoan phim Amiens                     | Giải OCIC Award             |                  | [ 2 ]   |
| 2000 | Liên hoan phim Amiens                     | Giải Chú ý đặc biệt         |                  | [ 2 ]   |
| 2001 | Liên hoan phim Việt Nam lần thứ 13        | Bông sen vàng               | (bộ phim)        |         |
| 2001 | Liên hoan phim Việt Nam lần thứ 13        | Đạo diễn xuất sắc           | Nguyễn Thanh Vân |         |
| 2001 | Liên hoan phim Việt Nam lần thứ 13        | Nữ diễn viên chính xuất sắc | Hồng Ánh         |         |
| 2001 | Liên hoan phim Việt Nam lần thứ 13        | Nữ diễn viên phụ xuất sắc   | Lan Hà           |         |
| 2001 | Liên hoan phim Việt Nam lần thứ 13        | Đề cử Âm nhạc trong phim    | Phó Đức Phương   | [ 1 ]   |
| 2001 | Liên hoan phim Việt Nam lần thứ 13        | Đề cử Nam diễn viên phụ     | Công Ninh        | [ 1 ]   |